# Brakas (Raas)
Brakas is een bestuurslaag in het regentschap Sumenep van de provincie Oost-Java, Indonesië. Brakas telt 5287 inwoners (volkstelling 2010).